# ハドリアヌス4世 (ローマ教皇)
ハドリアヌス4世（ラテン語: Hadrianus IV,  1100年頃 - 1159年9月1日）は、第169代のローマ教皇（在位：1154年 - 1159年）。教皇となった唯一のイングランド出身者である。本名はニコラス・ブレイクスピア（Nicholas Breakspear または Breakspeare）。イングランド東部のアボッツ・ラングレー（現在のハートフォードシャー）教区内のブレイクスピア農場に生まれ、セント・オールバンズの修道院学校で学んだ。

## 生涯

### 生い立ち、教皇就任まで

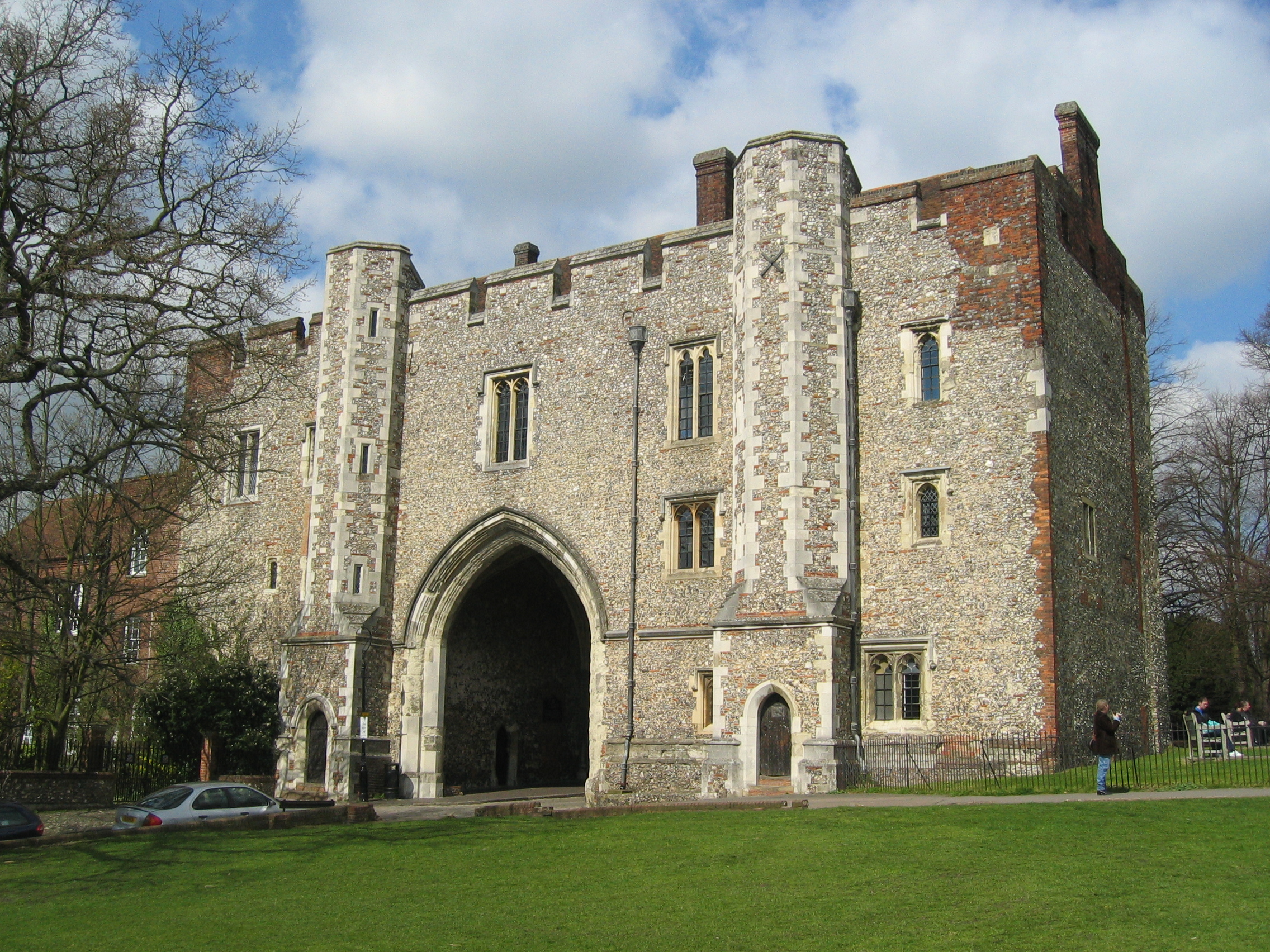
かつてのセント・オールバンズ修道院の門

父のロバートは、ニコラスの生後、イングランド東部のセント・オールバンズの修道士となったが、ニコラス自身は修道院への入院を許されることはなかった。修道院長によって「学校での習得状況からふさわしいと思われる段階に達するまで入院を保留」（修道院伝）されたためである。ニコラスはフランスのパリへ渡り、その後南仏アルルに近いサン・ルフ修道院の律修司祭となった。続いて修道院次長となり、まもなく満場一致で修道院長に選ばれた。この時期は、通常1137年とみなされているが、同修道院の記録は1145年頃の可能性も示唆している。
サン・ルフの修道院長となったニコラスは強固な改革姿勢を示し、これに対する苦情もまたローマへ伝えられたが、それはかえって当時の教皇エウゲニウス3世（在位:1145年 - 1153年）の注目を引き、教皇により好意的に評価されたニコラスは1149年12月にイタリア中部のアルバーノの司教枢機卿に任命されることとなった。
さらにニコラスは、1152年から1154年にスカンジナビアへ教皇特使として赴任し、新しく設置されたニーダロス（Nidaros、現在のノルウェーのトロンハイム）の大司教区を任されてハーマル管区（ノルウェー南東部）を設定した。1153年にオスロ大聖堂学校（Schola Osloensis）を設立したのもニコラスであると伝えられている。また、ガムラ・ウプサラ（スウェーデン中部）の管区としての承認にも寄与している（スウェーデンの首都大司教管区は1164年に ウプサラ へ変更となった）。この決定によって領地が削減されたデンマークのルンド大司教（ルンドは現在はスウェーデン南部に所在）に対しては、代償として教皇特使と永年教皇代理の地位を与え、肩書きをデンマークおよびスウェーデンの首座主教に引き上げることとした。

### 教皇就任
帰任後、ニコラスはその業績を教皇アナスタシウス4世（在位:1153年 - 1154年）に大いに讃えられた。アナスタシウス4世の死後、1154年12月3日にニコラスは満場一致で次期教皇に指名され、ローマ教皇ハドリアヌス4世として即位した。
ハドリアヌス4世が教皇に就任した当時、ローマ教会は深刻な内憂外患を抱えた状態であった。1152年、ホーエンシュタウフェン朝初代のローマ王コンラート3世は、その死に際して実子ではなく、英明で知られ、のちに中世騎士の理想像ともされた甥のフリードリヒ1世（バルバロッサ、赤髭王）を神聖ローマ帝国の皇帝後継者として指名した。皇帝となったフリードリヒ1世は1154年以降アルプス山脈を越えてイタリア遠征を行い、教皇に戴冠を求める一方で教皇領内への勢力拡大をもくろんでいた。フリードリヒ1世は、神聖ローマ皇帝の諸権利をローマ法によって基礎づけ、諸侯に対する皇帝権の確立を目指すとともに、「ローマ皇帝」の称号にふさわしく、自身のイタリアでの皇帝権の回復に強い意志を持って、「ローマ皇帝」の宗主権を認めない北イタリアの諸都市を懲罰しようとしたのである。
南からは、ノルマン朝のグリエルモ1世が教皇に対しシチリア王権の承認を求めると同時にやはり教皇領を脅かし、さらに、この情勢を好機とみた東ローマ帝国（ビザンツ帝国）の皇帝マヌエル1世コムネノスがローマ帝国の衣鉢を継ぐ正統としてイタリア支配の野望を抱きつつ、その一方で教皇とフリードリヒ1世の両方にシチリア王国に対する共同戦線の展開を持ちかけるという複雑な状況にあった。その上、足下のイタリアでも反教皇派の指導者、「アルノルド・ダ・ブレシア」という学僧によって率いられた反ローマ運動が起こっていた。
ハドリアヌス4世はまず、フリードリヒ1世と手を組んで共和主義者アルノルド・ダ・ブレシアと対決し、その排除にかかった。ローマの町は混乱に陥っており、枢機卿が白昼に襲撃されるという事件が起きていた。ハドリアヌス4世は前例のないローマに対する聖務禁止（インターディクト）処分を1155年の聖枝祭直前に決定する。これを受けてローマの元老院はアルノルドを追放した。

### シチリアと東ローマ帝国
1154年から1155年にかけて、ハドリアヌス4世はグリエルモ1世が教皇領の一部を占領していたことを非難し、シチリアを王国として認めなかった。これに対し、グリエルモは教皇領南部への侵略を開始した。戴冠のために軍を率いてローマに到着したフリードリヒ1世は、戴冠式の後そのまま帰国した。戴冠式のなかでフリードリヒ1世は、先例にしたがい、帝冠を授ける教皇がまたがる馬の鐙を支えるというフリードリヒにとっては屈辱的な儀礼を受け入れた。ただし、このときフリードリヒ1世は、イタリアを去る前に東ローマ帝国の特使と面会していた。皇帝フリードリヒは、シチリアから自分のもとに亡命していた反ノルマン派の地元貴族にイタリアへの帰国を許すと、これら貴族はコンスタンティノープルからの潤沢な資金を得て反ノルマン軍を編成し、教皇にも協力を訴えた。1155年9月、教皇ハドリアヌス4世は自軍を用意して同盟軍に加勢し、その後ローマ教皇、東ローマ帝国と地元貴族による同盟軍は1156年4月までにアドリア海に面したプッリャ地方の大半を制圧した。しかし、同5月のブリンディジ（プッリャ州）の戦いで陸海両方からのシチリア王国軍による攻撃で決定的な敗北を喫し、教皇は南イタリアのベネヴェントでシチリアとの和平条約を結ぶことを余儀なくされた（ベネヴェント条約。このときシチリアとの交渉の先頭に立ったのが、ハドリアヌス4世の後継者となったアレクサンデル3世である）。

### イングランドによるアイルランド侵攻と教皇勅書

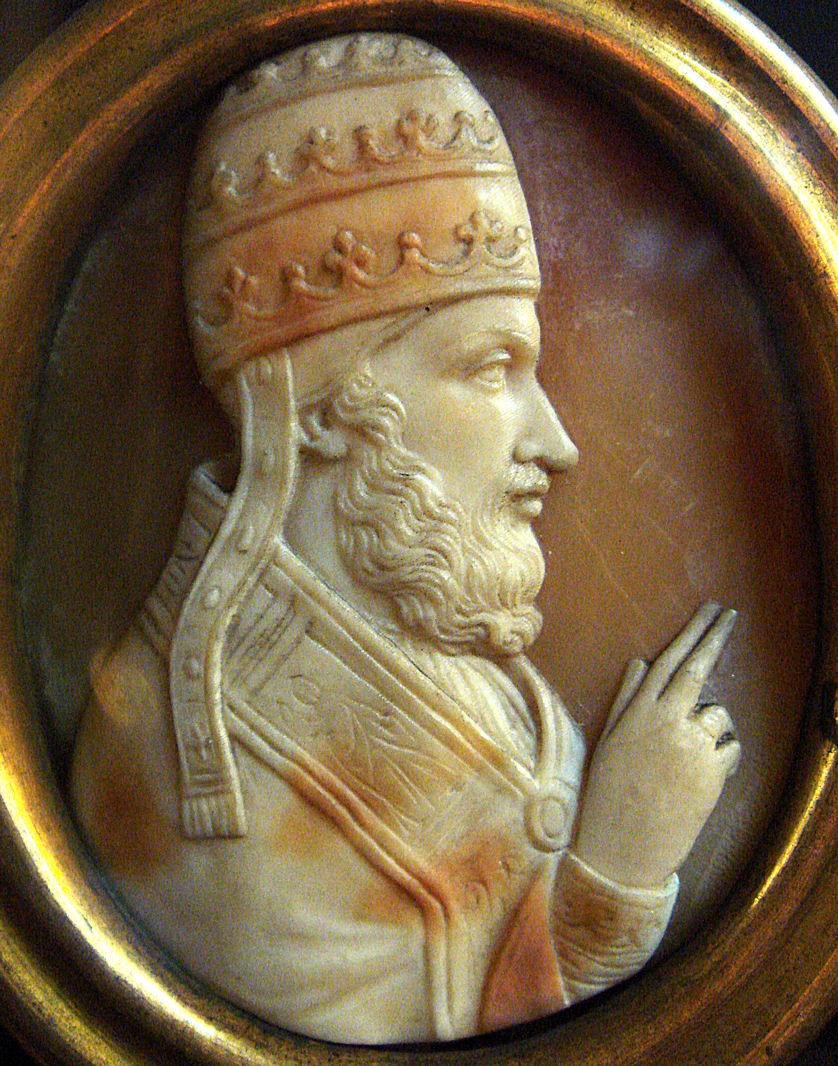
ハドリアヌス4世のカメオ

アイルランドのケルズで教会会議（Synod of Kells）が開かれた3年後の1155年、ハドリアヌス4世は "Laudabiliter"（ラウダビリテル）と題する教皇勅書によってアンジュー朝のイングランド王ヘンリー2世に対してアイルランドを攻めることを許可し、カトリックの制度にもとづいて教会の統治と改革を進め、アイルランド全島の教化を図るよう促した。この勅書の真正性について、歴史学者エドムント・カーチスは「歴史上非常に大きな謎」であるとしている。カーチスによれば、イングランド南部のウィンチェスターで開かれた御前会議でアイルランド攻めが話題にのぼったとき、ヘンリー2世の母親である皇后マティルダはこれに反対したという。ノルマン出身のアンジュー朝がイングランド全土からウェールズへと西に向かって勢力を伸ばしているにもかかわらず、アイルランドではこれについて関知していないかのように何ら対策が取られていなかった。アーネスト・F・ヘンダーソンは、この勅書の真正性については多くの疑問が投げかけられているが、この時期に何らかの書面が出されたことは間違いないという。また、パトリック・サーズフィールド・オヘガーティはこの勅書の真贋は明らかではないが、ヘンリー2世がこの勅書にもとづいて行動したことには変わりなく、ハドリアヌス4世の後継者によってこの勅書が否定されることもなかったと指摘している。

### バルバロッサとハドリアヌス4世
1155年にフリードリヒ1世に帝冠を授けた教皇は、皇帝に対し強圧的な態度を示し、帝国は教会の封土であると述べた。ハドリアヌス4世にしてみれば、自勢力の拡大に専念する皇帝は我慢ならない存在であり、1156年、ついに皇帝と断交してシチリアのノルマン朝と手を結んだ。それに対し、フリードリヒ1世は北イタリアにおける帝権を主張することで応じた。1157年10月、フランスのブザンソンで開かれた会議の場でハドリアヌス4世の特使がバルバロッサに渡した手紙にあった文言がひと悶着を引き起こした。ローマ教皇から皇帝に対する戴冠を意味するbeneficiaという語をドイツ人の法官が封建的な従属関係を示す意味に訳したため、皇帝の怒りを買うこととなった。両者の溝はいっそう大きくなり、ハドリアヌス4世はイタリア中部のアナーニにおいて皇帝を破門し、みずから教皇・皇帝双方を統合した軍の司令官に就任することを計画した。ハドリアヌスがフリードリヒを破門する寸前の1159年9月1日、扁桃腺炎を患った教皇ハドリアヌス4世はアナーニで死去した。

## その他
- ハドリアヌス4世の生涯についての記録は『教皇の書』 (Liber Pontificalis) の一部として司教ボソによって残された[注釈 9]。
- 1159年の『ウスペルゲーンシウム・クロニコーン』という年代記には、ハドリアヌス4世はアナーニで皇帝の破門を宣言したと記録している。それによれば、破門を宣言した数日後、教皇は涼をとるため泉に出かけ、教皇がその湧水を飲んだ途端、1匹のハエが教皇の喉にはりつき、医師がどんな手を使ってもハエを取り去ることができず、それがもとで教皇が死去したという[13]。